# Daphniphyllum teijsmannii
Daphniphyllum teijsmannii är en tvåhjärtbladig växtart som beskrevs av Heinrich Zollinger och Wilhelm Sulpiz Kurz. Daphniphyllum teijsmannii ingår i släktet Daphniphyllum och familjen Daphniphyllaceae. Inga underarter finns listade i Catalogue of Life.

## Bildgalleri

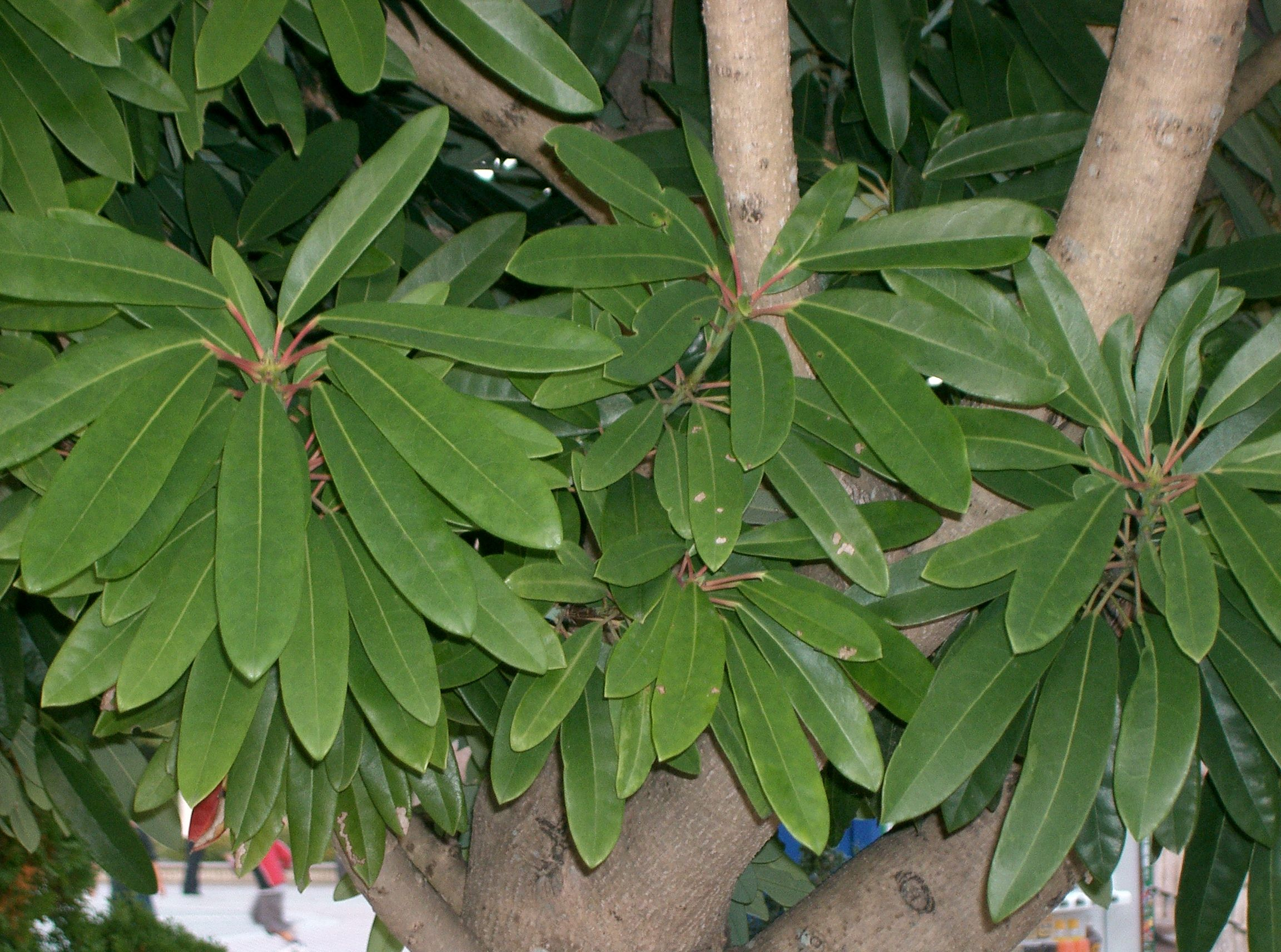
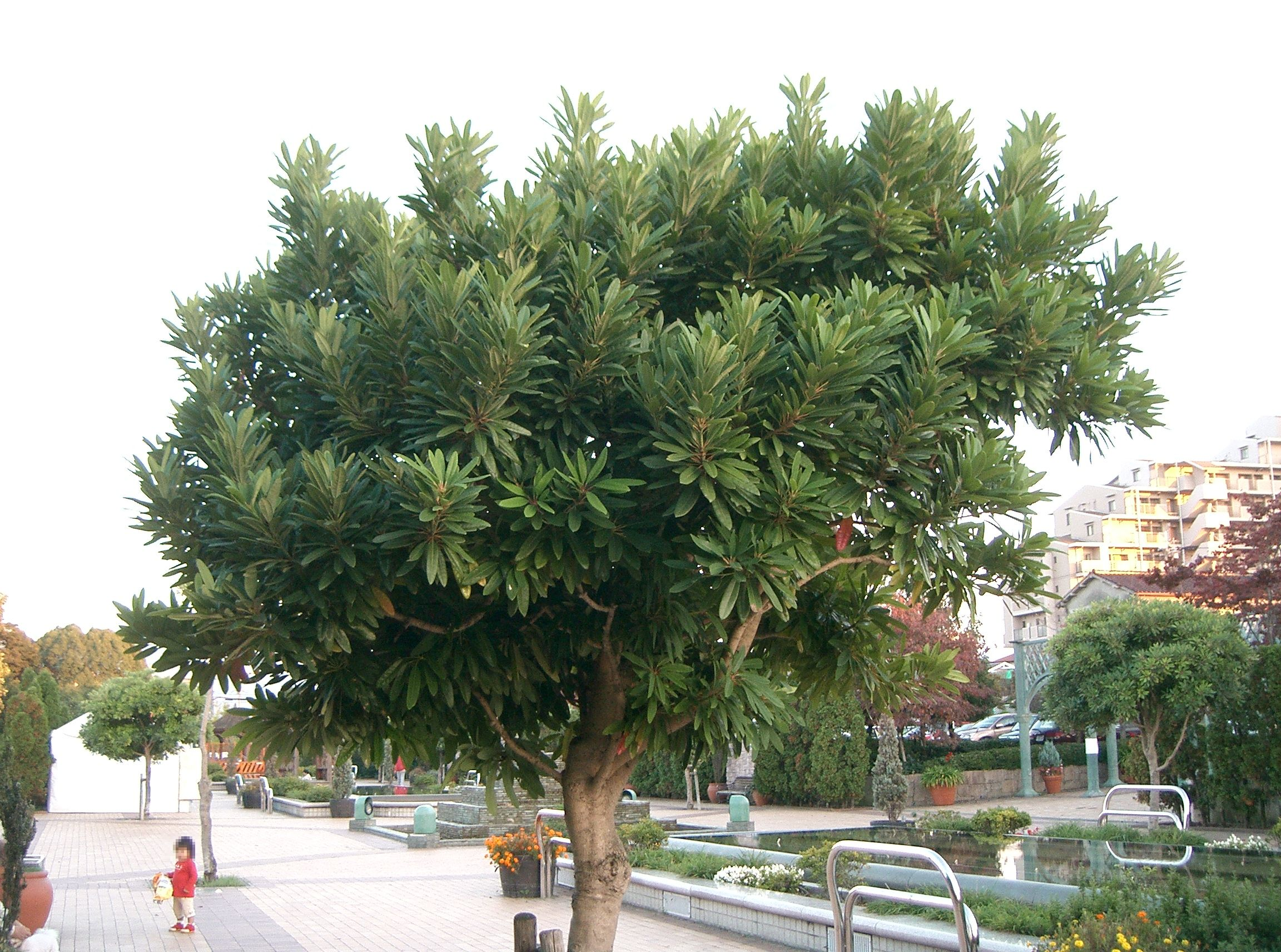
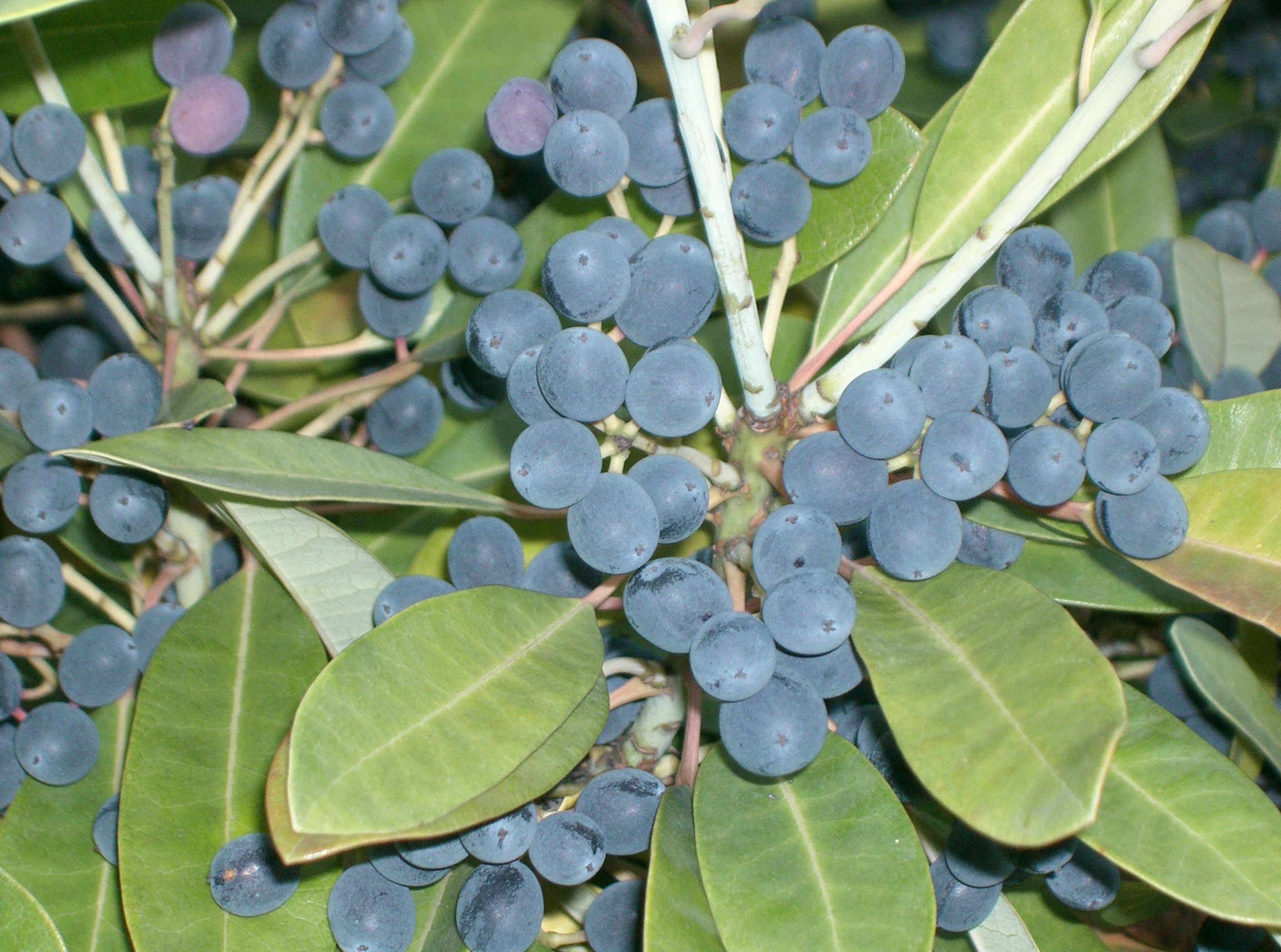
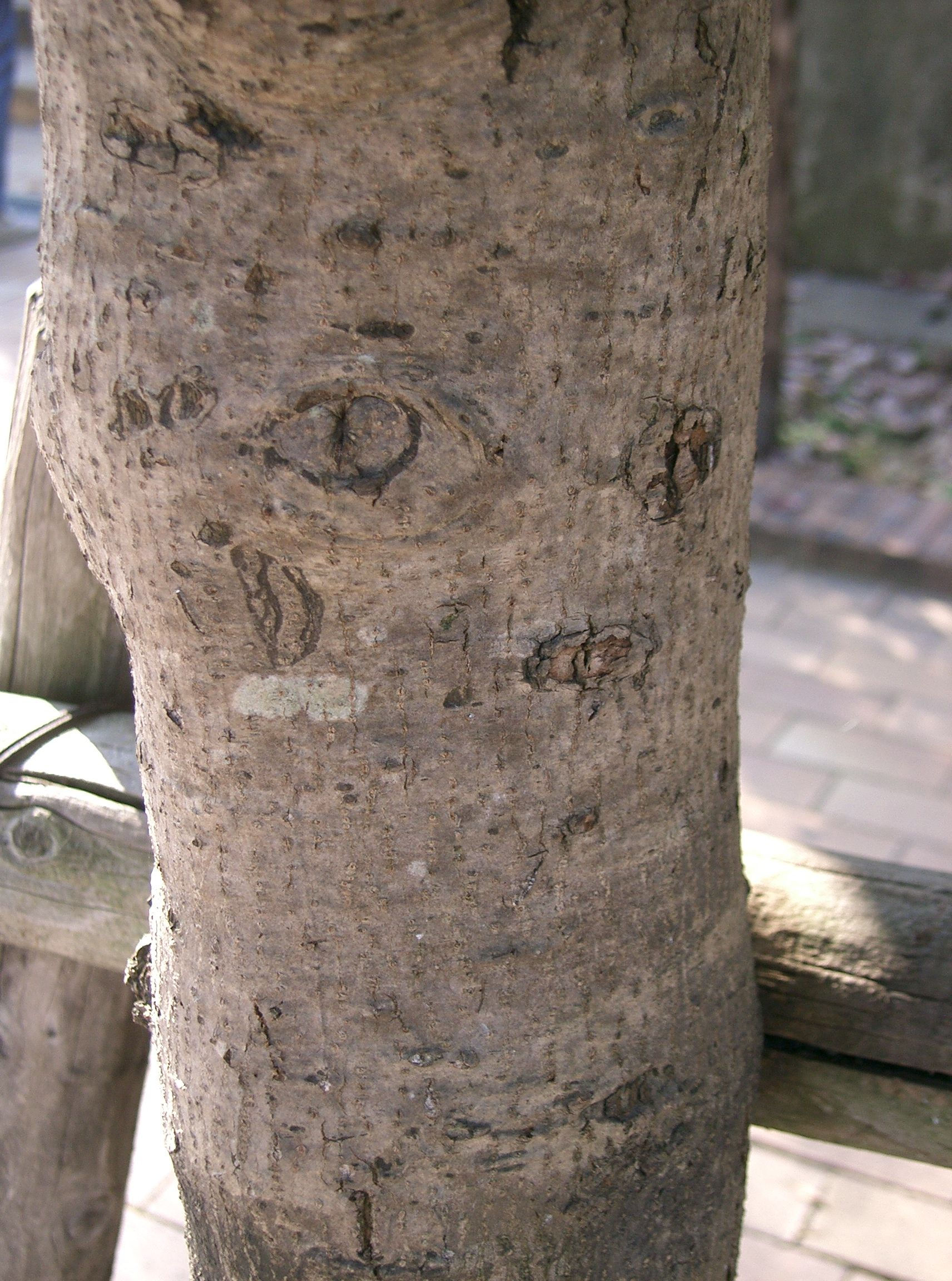
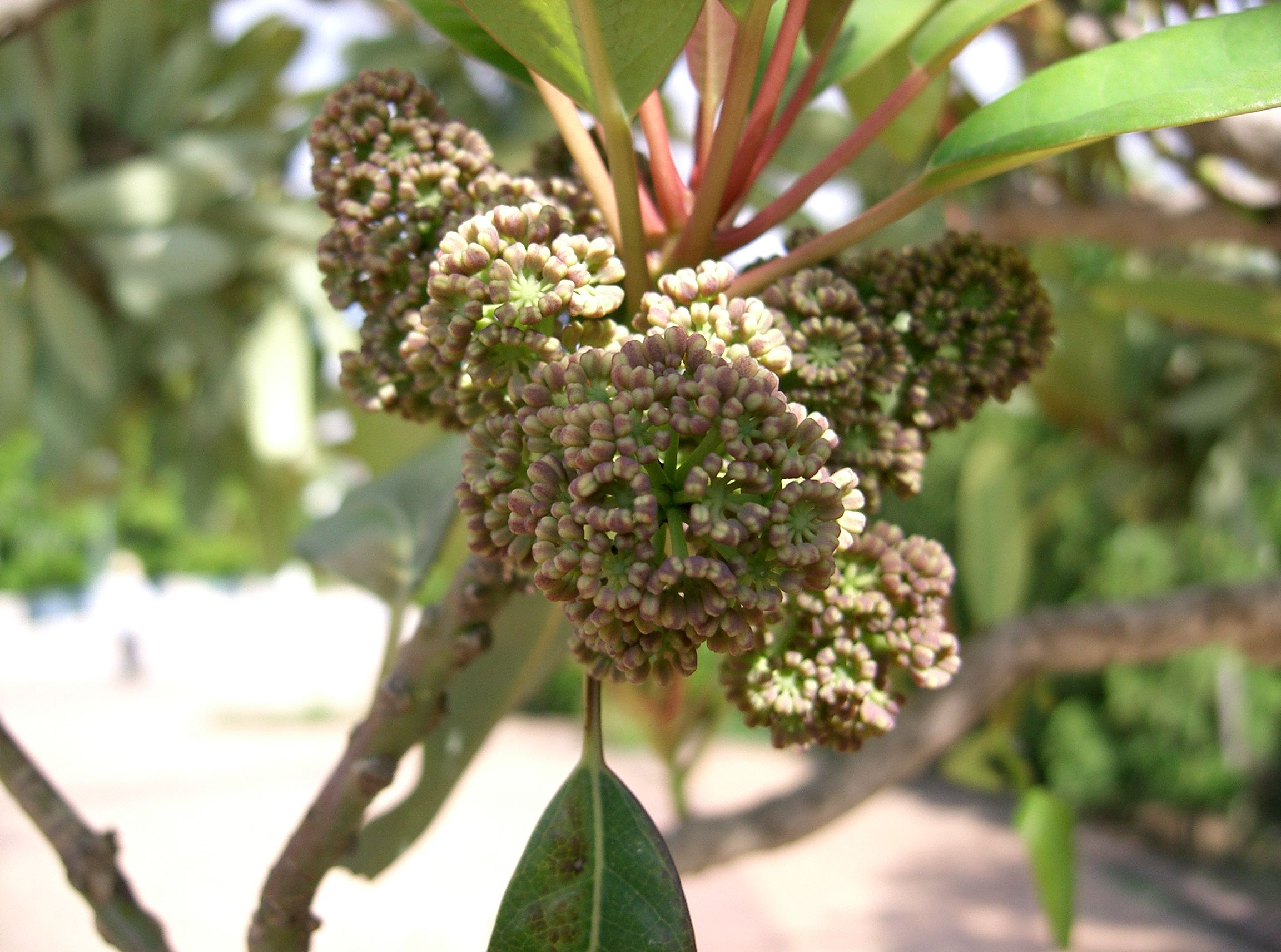